# Az Északi terület zászlaja
Az Ausztrália tagállamának, az Északi területnek a hivatalos színei a fekete és az okker. A csillagok a Dél keresztje csillagképét ábrázolják. A stilizált sivatagi rózsa (Gossypium sturtianum) hét szirma és a szirmok között megjelenő csillag hét ága az Ausztrál Államszövetséget alkotó hét államot szimbolizálja.